# 2017-es WTCC kínai nagydíj
A 2017-es WTCC kínai nagydíj volt a 2017-es túraautó-világbajnokság hetedik fordulója. 2017. október 15-én rendezték meg a sanghaji Ningbo International Circuit aszfaltcsíkján. Az RC Motorsport harmadik Ladája a Vila Real-i hétvégét követően ismét visszatért, Filipe de Souza ült a volánnál. A Hondánál a súlyos tesztbalesetet szenvedő Tiago Monteirót Gabriele Tarquini helyettesítette, aki 2015 után tért vissza a csapathoz.

## Időmérő
| Poz. | #  | Versenyző         | Csapat                          | Autó                    | Kat. | 1. rész    | 2. rész    | 3. rész  | Pont |
| ---- | -- | ----------------- | ------------------------------- | ----------------------- | ---- | ---------- | ---------- | -------- | ---- |
| 1    | 61 | Néstor Girolami   | Volvo Polestar Cyan Racing      | Volvo S60 Polestar TC1  |      | 1:58.595   | 1:58.508   | 1:58.049 | 5    |
| 2    | 5  | Michelisz Norbert | Honda Racing Team JAS           | Honda Civic WTCC        |      | 1:58.794   | 1:58.578   | 1:58.369 |      |
| 3    | 62 | Thed Björk        | Volvo Polestar Cyan Racing      | Volvo S60 Polestar TC1  |      | 1:58.243   | 1:58.662   | 1:58.536 | 4    |
| 4    | 12 | Robert Huff       | ALL-INKL.com Münnich Motorsport | Citroën C-Elysée WTCC   | WT   | 1:58.761   | 1:58.694   | 1:58.857 | 3    |
| 5    | 2  | Gabriele Tarquini | Honda Racing Team JAS           | Honda Civic WTCC        |      | 1:58.855   | 1:58.485   | 2:01.040 |      |
| 6    | 3  | Tom Chilton       | Sébastien Loeb Racing           | Citroën C-Elysée WTCC   | WT   | 1:59.037   | 1:59.460   |          | 2    |
| 7    | 86 | Esteban Guerrieri | Campos Racing                   | Chevrolet RML Cruze TC1 | WT   | 1:59.593   | 1:59.896   |          | 1    |
| 8    | 63 | Nick Catsburg     | Volvo Polestar Cyan Racing      | Volvo S60 Polestar TC1  |      | 1:59.620   | 2:00.025   |          |      |
| 9    | 27 | John Filippi      | Sébastien Loeb Racing           | Citroën C-Elysée WTCC   | WT   | 2:00.377   | 2:00.265   |          |      |
| 10   | 68 | Yann Ehrlacher    | RC Motorsport                   | Lada Vesta WTCC         | WT   | 1:59.361   | 2:00.641   |          |      |
| 11   | 34 | Micsigami Rjo     | Honda Racing Team JAS           | Honda Civic WTCC        |      | 2:00.398   | 2:02.171   |          |      |
| 12   | 24 | Kevin Gleason     | RC Motorsport                   | Lada Vesta WTCC         | WT   | 1:59.890   | idő nélkül |          |      |
| 13   | 25 | Mehdi Bennani     | Sébastien Loeb Racing           | Citroën C-Elysée WTCC   | WT   | 2:00.590   |            |          |      |
| 14   | 9  | Tom Coronel       | ROAL Motorsport                 | Chevrolet RML Cruze TC1 | WT   | 2:00.604   |            |          |      |
| 15   | 99 | Nagy Dániel       | Zengő Motorsport                | Honda Civic WTCC        | WT   | 2:02.565   |            |          |      |
| 16   | 26 | Filipe de Souza   | RC Motorsport                   | Lada Vesta WTCC         | WT   | 2:02.980   |            |          |      |
| 17   | 66 | Szabó Zsolt Dávid | Zengő Motorsport                | Honda Civic WTCC        | WT   | idő nélkül |            |          |      |

- A Hondákkal szereplő versenyzőket a hétvégét követően kizárták a teljes versenyhétvégéről.[4]
- WT – WTCC Trophy

## MAC 3
| Poz. | Gyártó | Autó                 | Idő      | Különbség | Pont |
| ---- | ------ | -------------------- | -------- | --------- | ---- |
| 1    | Volvo  | Polestar Cyan Racing | 4:05,191 |           | 12   |
| 2    | Honda  | Honda Civic WTCC     | 4:09,935 | +4,744    | 8    |

## Első futam
| Poz. | #  | Versenyző         | Csapat                          | Autó                    | Kat. | Futott kör | Idő/Kiesés oka | Rajthely | Pont |
| ---- | -- | ----------------- | ------------------------------- | ----------------------- | ---- | ---------- | -------------- | -------- | ---- |
| 1    | 86 | Esteban Guerrieri | Campos Racing                   | Chevrolet RML Cruze TC1 | WT   | 15         | 33:29,509      | 4        | 25   |
| 2    | 68 | Yann Ehrlacher    | RC Motorsport                   | Lada Vesta WTCC         | WT   | 15         | +2,893         | 1        | 18   |
| 3    | 63 | Nick Catsburg     | Volvo Polestar Cyan Racing      | Volvo S60 Polestar TC1  |      | 15         | +11,671        | 3        | 15   |
| 4    | 27 | John Filippi      | Sébastien Loeb Racing           | Citroën C-Elysée WTCC   | WT   | 15         | +23,760        | 2        | 12   |
| 5    | 24 | Kevin Gleason     | RC Motorsport                   | Lada Vesta WTCC         | WT   | 15         | +24,522        | 12       | 10   |
| 6    | 26 | Filipe de Souza   | RC Motorsport                   | Lada Vesta WTCC         | WT   | 15         | +27,243        | 16       | 8    |
| 7    | 9  | Tom Coronel       | ROAL Motorsport                 | Chevrolet RML Cruze TC1 | WT   | 13         | +2 kör         | 14       | 6    |
| Hn   | 62 | Thed Björk        | Polestar Cyan Racing            | Volvo S60 WTCC          |      | 10         | +5 kör         | 8        |      |
| Ki   | 25 | Mehdi Bennani     | Sébastien Loeb Racing           | Citroën C-Elysée WTCC   | WT   | 7          | Baleseti kár   | 13       |      |
| Ki   | 3  | Tom Chilton       | Sébastien Loeb Racing           | Citroën C-Elysée WTCC   | WT   | 6          | Ütközés        | 5        |      |
| Ki   | 12 | Robert Huff       | ALL-INKL.com Münnich Motorsport | Citroën C-Elysée WTCC   | WT   | 6          | Ütközés        | 7        |      |
| Ki   | 61 | Néstor Girolami   | Volvo Polestar Cyan Racing      | Volvo S60 Polestar TC1  |      | 5          | Kiesett        | 10       |      |
| Kiz  | 5  | Michelisz Norbert | Honda Racing Team JAS           | Honda Civic WTCC        |      | 15         | Kizárva        | 9        |      |
| Kiz  | 2  | Gabriele Tarquini | Honda Racing Team JAS           | Honda Civic WTCC        |      | 15         | Kizárva        | 6        |      |
| Kiz  | 99 | Nagy Dániel       | Zengő Motorsport                | Honda Civic WTCC        | WT   | 15         | Kizárva        | 15       |      |
| Kiz  | 34 | Micsigami Rjo     | Honda Racing Team JAS           | Honda Civic WTCC        |      | 15         | Kizárva        | 11       |      |
| Kiz  | 66 | Szabó Zsolt       | Zengő Motorsport                | Honda Civic WTCC        | WT   | 15         | Kizárva        | 17       |      |

## Második futam
Az első futamhoz hasonlóan a második futamot is a biztonsági autó mögött kezdte meg a mezőny, de a második futamot idő előtt leintették a heves esőzés miatt, így a versenyzők félpontokat kaptak.
| Poz. | #  | Versenyző         | Csapat                          | Autó                    | Kat. | Futott kör | Idő/Kiesés oka | Rajthely | Pont |
| ---- | -- | ----------------- | ------------------------------- | ----------------------- | ---- | ---------- | -------------- | -------- | ---- |
| 1    | 61 | Néstor Girolami   | Volvo Polestar Cyan Racing      | Volvo S60 Polestar TC1  |      | 2          | 4:59,154       | 1        | 15   |
| 2    | 62 | Thed Björk        | Polestar Cyan Racing            | Volvo S60 Polestar TC1  |      | 2          | +2,537         | 3        | 11,5 |
| 3    | 3  | Tom Chilton       | Sébastien Loeb Racing           | Citroën C-Elysée WTCC   | WT   | 2          | +4,562         | 6        | 9,5  |
| 4    | 86 | Esteban Guerrieri | Campos Racing                   | Chevrolet RML Cruze TC1 | WT   | 2          | +6,691         | 7        | 8    |
| 5    | 63 | Nick Catsburg     | Volvo Polestar Cyan Racing      | Volvo S60 Polestar TC1  |      | 2          | +8,113         | 8        | 6,5  |
| 6    | 27 | John Filippi      | Sébastien Loeb Racing           | Citroën C-Elysée WTCC   | WT   | 2          | +9,722         | 9        | 5    |
| 7    | 24 | Kevin Gleason     | RC Motorsport                   | Lada Vesta WTCC         | WT   | 2          | +12,118        | 12       | 3,5  |
| 8    | 68 | Yann Ehrlacher    | RC Motorsport                   | Lada Vesta WTCC         | WT   | 2          | +13,656        | 10       | 2    |
| 9    | 9  | Tom Coronel       | ROAL Motorsport                 | Chevrolet RML Cruze TC1 | WT   | 2          | +16,721        | 14       | 1    |
| 10   | 26 | Filipe de Souza   | RC Motorsport                   | Lada Vesta WTCC         | WT   | 2          | +18,403        | 16       | 0,5  |
| 11   | 25 | Mehdi Bennani*    | Sébastien Loeb Racing           | Citroën C-Elysée WTCC   | WT   | 2          | +43,848        | 13       |      |
| 12   | 12 | Robert Huff       | ALL-INKL.com Münnich Motorsport | Citroën C-Elysée WTCC   | WT   | 1          | +1 kör         | 4        |      |
| Kiz  | 5  | Michelisz Norbert | Honda Racing Team JAS           | Honda Civic WTCC        |      | 2          | Kizárva        | 2        |      |
| Kiz  | 2  | Gabriele Tarquini | Honda Racing Team JAS           | Honda Civic WTCC        |      | 2          | Kizárva        | 5        |      |
| Kiz  | 34 | Micsigami Rjo     | Honda Racing Team JAS           | Honda Civic WTCC        |      | 2          | Kizárva        | 11       |      |
| Kiz  | 99 | Nagy Dániel       | Zengő Motorsport                | Honda Civic WTCC        | WT   | 2          | Kizárva        | 15       |      |
| Kiz  | 66 | Szabó Zsolt       | Zengő Motorsport                | Honda Civic WTCC        | WT   | 2          | Kizárva        | 17       |      |

- Mehdi Bennani a versenyt követően 30 másodperces időbüntetést kapott.